# 파동 함수 붕괴
양자역학에서 파동 함수 붕괴(영어: Wave function collapse)는 처음에는 여러 고유 상태의 중첩에서 파동 함수가 외부 세계와의 상호작용으로 인해 단일 고유 상태로 될 때 발생한다. 이 상호 작용을 관찰이라고 하며 위치 및 운동량과 같은 고전적인 관측가능량과 파동 함수를 연결하는 양자 역학적 측정의 본질이다. 붕괴는 양자 시스템이 시간에 따라 진화하는 두 가지 과정 중 하나이다. 다른 하나는 슈뢰딩거 방정식에 의해 지배되는 연속적인 진화이다. 붕괴는 고전적인 환경과 열역학적으로 비가역적인 상호작용을 위한 블랙박스이다.
양자 결어긋남 계산은 양자 시스템이 환경과 상호 작용할 때 중첩이 고전적 대안의 합으로 된다는 것을 보여준다. 중요하게도 시스템과 환경의 결합된 파동 함수는 이 명백한 붕괴 내내 슈뢰딩거 방정식을 계속 따른다. 더 중요한 것은 결어긋남이 단일 고유 상태로 축소되지 않기 때문에 실제 파동 함수 붕괴를 설명하기에 충분하지 않다는 것이다.
붕괴되기 전에 파동 함수는 정규화 과정을 거쳐 제곱 적분 가능 함수가 될 수 있으므로 양자 역학 시스템의 확률 밀도와 관련이 있다. 이 함수는 관찰 가능한 고유 상태의 선형 결합으로 표현할 수 있다. 관측가능량은 고전적인 동적 변수를 나타내며, 고전적인 관찰자에 의해 측정 될 때 파동 함수는 해당 관찰 가능한 임의의 고유 상태에 사영 된다. 관찰자는 관찰 가능한 것의 고전적 값을 최종 상태의 고유값으로 동시에 측정한다.
물리적 시스템의 양자 상태는 파동 함수로 설명된다. 이것은 디랙 또는 브라-켓 표기법 을 사용하여 벡터로 표현할 수 있다. :
{\displaystyle |\psi \rangle =\sum _{i}c_{i}|\phi _{i}\rangle .}
{\displaystyle |\phi _{1}\rangle ,|\phi _{2}\rangle ,|\phi _{3}\rangle ,\dots }는 사용 가능한 다른 양자 "대안"(특정 양자 상태)을 지정한다. 그들은 직교 고유 벡터 기저를 형성한다.
{\displaystyle \langle \phi _{i}|\phi _{j}\rangle =\delta _{ij}}
{\displaystyle \delta _{ij}}는 크로네커 델타를 나타낸다.
관측 가능한(즉, 시스템의 측정 가능한 매개변수)는 각 고유 기준과 연관되며, 각 양자 대안은 특정 값 또는 고유값을 가진다.
다음의 단순화를 위해 모든 파동 함수는 정규화되었다고 가정한다. 가능한 모든 상태를 측정할 총 확률은 다음과 같다.
{\displaystyle \langle \psi |\psi \rangle =\sum _{i}|c_{i}|^{2}=1.}
이러한 정의를 통해 붕괴 과정을 쉽게 설명할 수 있다. 관측 가능한 모든 것에 대해 파동 함수는 초기에 고유 기저 {\displaystyle \{|\phi _{i}\rangle \}}의 일부 선형 결합이다. 외부 기관(관찰자, 실험자)이 고유 기준과 관련된 관찰 가능 항목을 측정할 때 {\displaystyle \{|\phi _{i}\rangle \}} 중 하나로 파동 함수는 붕괴한다.
{\displaystyle |\psi \rangle \rightarrow |\phi _{i}\rangle .}
주어진 고유 상태로 붕괴될 확률 {\displaystyle |\phi _{k}\rangle } 는 보른 확률, {\displaystyle P_{k}=|c_{k}|^{2}} . 측정 직후, 파동 함수 벡터의 다른 요소, {\displaystyle c_{i\neq k}}, 0으로 "붕괴"되었다.
그러나 연속 스펙트럼 연산자(예: 위치, 운동량 또는 산란 해밀토니언)의 단일 고유 상태로의 붕괴는 관찰하지 않는다. 이러한 고유 함수는 정규화 할 수 없기 때문이다. 이러한 경우 파동 함수는 측정 장치의 부정확성을 구현하는 "가까운" 고유 상태(필연적으로 고유값의 확산을 포함)의 선형 결합으로 부분적으로 붕괴된다.
양자 결어긋남은 환경과 상호작용하는 시스템이 중첩을 나타내는 순수 상태에서 고전적 대안의 일관성 없는 조합인 혼합 상태 로 전환하는 이유를 설명한다. 이 전환은 시스템과 환경의 결합 상태가 여전히 순수하기 때문에 근본적으로 가역적이지만, 환경이 매우 크고 복잡한 양자 시스템이고 이들의 상호 작용을 되돌릴 수 없기 때문에 모든 실제적인 목적을 위해 되돌릴 수 없다. 따라서 결어긋남은 양자 역학의 고전적 한계를 설명하는 데 아주 중요하지만 모든 고전적 대안이 여전히 혼합 상태로 존재하고 파동 함수 붕괴는 그 중 하나만 선택하기 때문에 파동 함수 붕괴를 설명할 수 없다.
코펜하겐 해석에서 붕괴는 고전 시스템과의 상호 작용의 특별한 특성으로 가정된다. 수학적으로, 붕괴는 관측가능량의 불 대수가 있는 시스템으로 양자 이론 내에서 모델링된 고전 시스템과의 상호 작용과 동일하고 조건부 기대 값과 동일하다는 것을 보여줄 수 있다.
휴 에버렛 3세의 다세계 해석은 붕괴 과정을 버리고 양자 역학의 선형 법칙이 보편적으로 유효하도록 측정 장치와 시스템 사이의 관계를 재구성함으로써 이를 처리한다. 즉, 양자 시스템이 진화하는 유일한 과정은 슈뢰딩거 방정식 또는 일부 상대론적 등가물의 지배를 받는다.
파동 함수에 부여된 의미는 해석에 따라 다르며 해석(예: 코펜하겐 해석) 내에서도 다르다. 파동 함수가 우주에 대한 관찰자의 지식을 단순히 인코딩한다면 파동 함수 붕괴는 새로운 정보의 수신에 해당한다. 이것은 고전적인 "파동 함수"가 반드시 파동 방정식을 따르지 않는다는 점을 제외하고는 고전 물리학의 상황과 다소 유사하다. 파동 함수가 어떤 의미에서 어느 정도 물리적으로 실제라면 파동 함수의 붕괴도 같은 정도로 실제 과정으로 간주된다.

## 같이 보기
- 시간의 화살
- 양자역학의 해석
- 양자 결어긋남
- 슈뢰딩거의 고양이
- 슈테른-게를라흐 실험